# Barneoudia
Barneoudia Gay – rodzaj roślin należący do rodziny jaskrowatych (Ranunculaceae Juss.). Obejmuje 3 gatunki występujące naturalnie w Ameryce Południowej w Chile i Argentynie.

## Systematyka
Pozycja według APweb (2001...) – aktualizowany system APG II
Rodzaj z podrodziny Ranunculoideae Arnott, rodziny jaskrowatych (Ranunculaceae) z rzędu jaskrowców (Ranunculales), należących do kladu dwuliściennych właściwych (eudicots). 
Pozycja w systemie Reveala (1993-1999)
Gromada: okrytonasienne (Magnoliophyta Cronquist), podgromada Magnoliophytina Frohne & U. Jensen ex Reveal, klasa Ranunculopsida Brongn., podklasa jaskrowe (Ranunculidae Takht. ex Reveal), nadrząd Ranunculanae Takht. ex Reveal), rząd jaskrowce (Ranunculales Dumort.), podrząd Ranunculineae Bessey in C.K. Adams, rodzina jaskrowate (Ranunculaceae Juss.), podrodzina  Clematidoideae Raf., plemię Clematideae DC..
Wykaz gatunków
- Barneoudia balliana Britton
- Barneoudia chilensis Gay
- Barneoudia major Phil.